# Hipólito Mordeille
Hipólito Mordeille (Bormes-les-Mimosas, Var, 6 de mayo de 1758 -  Montevideo, Uruguay, 3 de febrero de 1807) fue un corsario de origen francés que participó en la lucha contra las Invasiones Inglesas de 1806 y 1807 contra el Río de la Plata.

## Biografía
Francisco Hipólito Mordeille (François-de-Paule Hippolyte Mordeille) nació en Bormes, departamento de Var, en el distrito de Toulon y cantón de Collobrières, Francia, el 6 de mayo de 1758, hijo de Salvador Mordeille y María Lucía Couvert.
Se convirtió en marino de muy joven. En 1789 era capitán de la Amis y en 1790 era ya capitán y patrón de un barco con matrícula de Marsella.

### Corsario en Marsella (1792-1804)

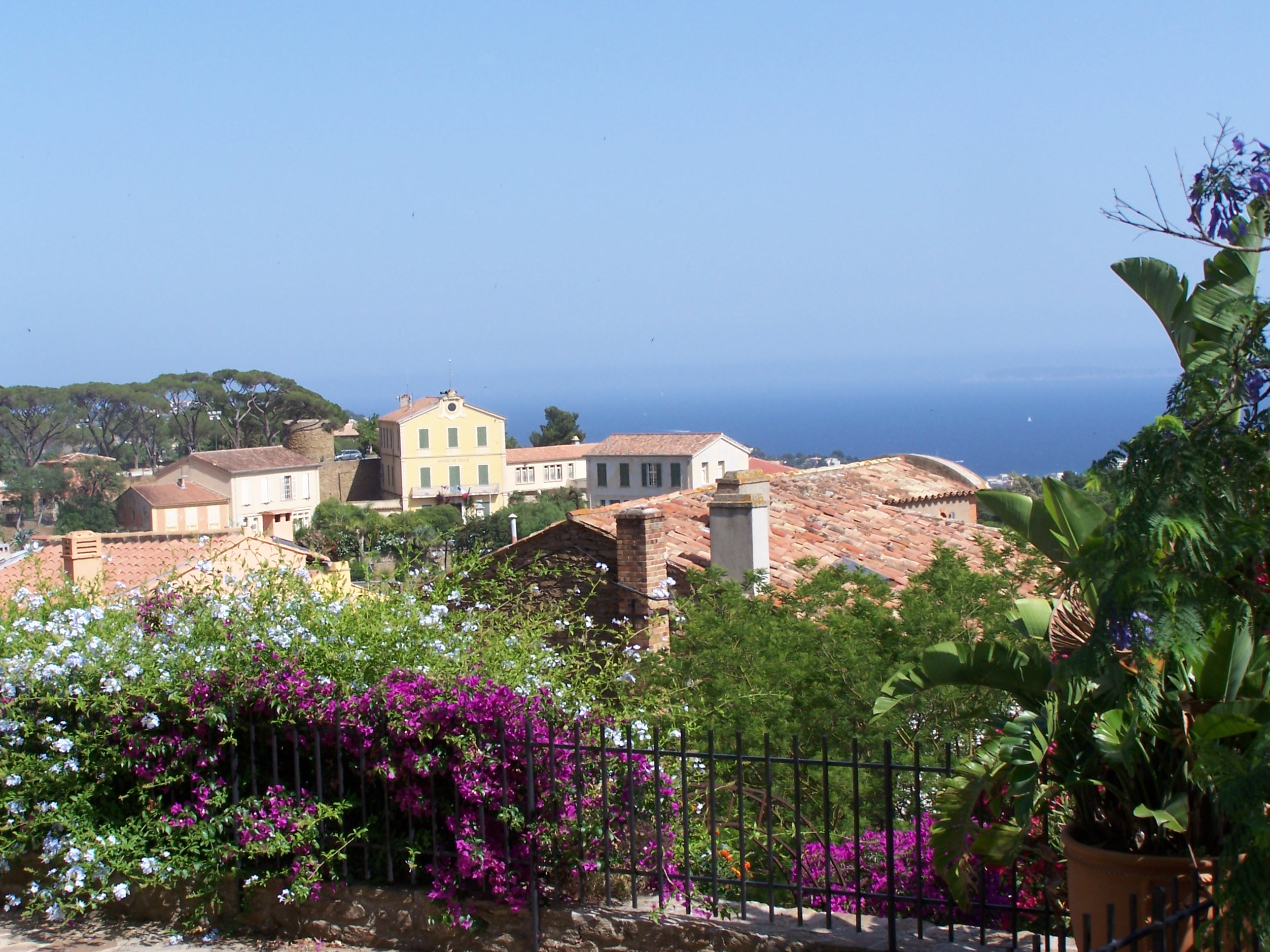
Bormes-les-Mimosas.

En 1792 inició desde esa ciudad una operación de corso por las costas de España con un barco propio, el Sans Culotte, a los que sumó luego el Révolution (1794) y el Concurrent (1795). En una de sus expediciones al mando del Citoyen, a seis semanas de haber partido de su base en Marsella fue atacado por una fragata española de 42 cañones que se había aproximado sin causar alarma en los franceses que ignoraban que se habían iniciado las hostilidades entre ambos países. La Citoyen contaba con solo 20 piezas de a 8 por lo que Mordeille se resignó a rendir la nave. Fue tomado prisionero y recluido en la ciudadela de Alicante pero consiguió escapar y con un puñado de hombres capturó en un asalto nocturno y a nado una goleta comercial que había llegado a la barra de la entrada del puerto, con la que consiguió llegar a Tolón. En un abordaje perdió su mano izquierda, por lo que fue apodado como Main Courte o el Manco. 

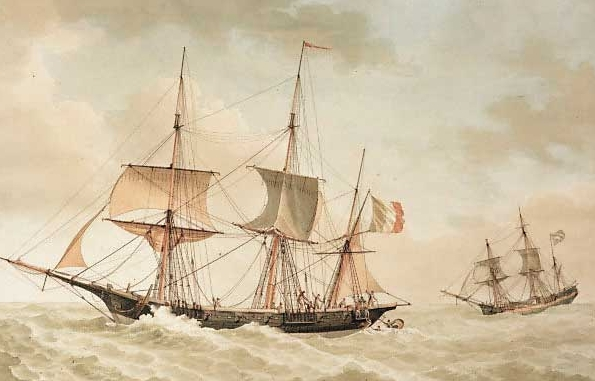
Captura del Gustav Adolph por Mordeille.

Mordeille era muy popular en Marsella. Bloqueada por los británicos, él era de los pocos que conseguía eludirlos y regresar con sus presas. Llamado el Jean Bart de los corsarios, un autor refiere que "El emperador lo condecoró; era negro como un etíope, pequeño y frágil, al abordaje tomaba la estatura y la fuerza de los héroes. Era el primero en disparar la pistola y en golpear con el hacha. Se lanzaba desde una chalupa sobre la borda enemiga con la agilidad de un pájaro."
Finalmente fue capturado por los ingleses y detenido por largo tiempo en Portsmouth. Tras ser liberado, reinició operaciones de corso en el Mar Caribe y luego en las costas del África Occidental. Durante esa etapa efectuó varios viajes al Río de la Plata con bandera holandesa, genovesa o francesa.
En abril de 1799 comandó el Republicaine y en mayo comandó el buque corsario Le Mars habiendo registros de su participación en la captura de los buques norteamericanos Mary Ann, de 182 t, Ardent, de 236 t, y el bergantín Robertson.
Comandó la Legere en 1802 habiendo registros de su llegada a la Isla Mauricio el 22 de septiembre de 1802.

### Corsario en el Río de la Plata (1804-1806)
El 2 de enero de 1804 al mando de la polacra holandesa Hoop y tras capturar a la fragata inglesa Neptune llegó al puerto de Montevideo para vender su presa, pero la Comandancia del Apostadero de Montevideo para evitar un conflicto con Gran Bretaña no se lo permitió y lo obligó a retirarse.
El 19 de noviembre volvió a Montevideo con el bergantín inglés Diana y una goleta y pretendió venderlas haciéndolas pasar por francesas. Al descubrirse el engaño, Mordeille y su socio el capitán Beaulieu fueron condenados a 25 días de prisión y el decomiso de su carga.
El 24 de mayo de 1805 Montevideo por medio de Antonio Massini dio la primera patente de corso registrada en los archivos de esa plaza a Carlos Camusso como armador y a Mordeille como capitán, y le entregó a ese efecto la fragata San Fernando, a la cual Mordeille nombró El Dromedario (alias Reina Luisa).  
Tras asociarse con Estanislao Courrande inició una nueva campaña en junio de ese año.
Su campaña en la costa africana fue una de las más exitosas. Con sus naves "...dio abordajes, sostuvo varios combates aventurados e incomodó grandemente al comercio británico en los mares australes..." El 15 de agosto tras 2 horas de combate capturó la fragata de 400 toneladas Nelly, procedente de Liverpool, encargando a su segundo, Juan Bautista Azopardo, que las trasladara a Montevideo.
En la madrugada del 21 de agosto capturó la Elizabeth, similar a la anterior, encargando a Francisco Fournier su transporte, apresando luego los buques Sara, Sisters y Hind.
Aparte de Azopardo y Fournier, que desempeñarían luego un importante papel en la marina de las Provincias Unidas del Río de la Plata tras la emancipación, participó de la campaña bajo el mando de Mordeille Pablo Zufriategui. También Juan Bautista Fantin, ayudante de Liniers, había servido bajo sus órdenes.

### Las invasiones inglesas (1806-1807)
Al producirse las Invasiones Inglesas Mordeille al frente de El Dromedario integró la escuadrilla de 5 sumacas y 17 cañoneras que pasaron de Montevideo a Colonia del Sacramento y de allí a Las Conchas en la costa bonaerense, transportando al ejército de la reconquista al mando de Santiago de Liniers. Mordeille tomó, con su tripulación francesa una parte decisiva en la Reconquista de Buenos Aires el 14 de agosto de ese año. 
Tras el desembarco Mordeille se sumó a la fuerza de ataque con sus oficiales Juan Bautista Raymond y Ángel Hubac y sus corsarios, 73 hombres en total. 

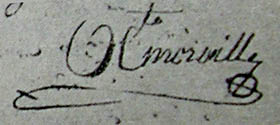
Firma de Mordeille en la respuesta a White.

Mordeille junto a Juan Martín de Pueyrredón fueron quienes debieron participar de una reunión con el comerciante angloamericano Guillermo Pío White, afincado en Buenos Aires, principal colaborador de los británicos y conocido de ambos. El encuentro, destinado a llegar a un acuerdo que pusiera fin al enfrentamiento, debía llevarse a cabo en la pequeña plaza de las Catalinas, en Viamonte y San Martín. La esquela de respuesta de Liniers, llevaba como addenda una nota de Mordeille que decía: "Mr. Mordeille vous fair dire qu´il est toujours votre ami.".
El encuentro finalmente no se efectuó porque al reiniciarse el ataque por iniciativa del cuerpo de Miñones, White no pudo acercarse al punto de encuentro.
En los combates Mordeille y sus corsarios se encontraron siempre a la vanguardia, sufriendo 5 muertos.
Los ingleses resistieron desde los altos del Cabildo, la azotea de la Recova y el frente de la Catedral, pero ante el ataque las fuerzas del Cabildo y la Catedral fueron replegándose hacia el fuerte.
Alexander Gillespie relata que "Nuestra última resistencia se hizo a las once, en la plaza del Mercado [Recova], donde el valiente regimiento 71 se formó con cañones en cada flanco y uno en el centro". 
Siguiendo el repliegue las fuerzas patriotas avanzaron por el norte y el oeste. Las fuerzas de Mordeille avanzaron por el Hueco de las Ánimas (donde está el Banco Nación).
En el confuso asalto final contra las fuerzas inglesas en el Fuerte, fue Mordeille, quien se encontraba en primera línea, el que obtuvo la espada de Guillermo Carr Beresford.
De regreso en Montevideo, recibió el encargo de poner en línea un cuerpo de más de 300 infantes de marina con los que enfrentó a los inglesas, que desembarcaron el 16 de enero de 1807 cerca de la ciudad.
El llamado Tercio de Húsares del Gobierno estaba compuesto de siete compañías: 5 de infantería, una de granaderos y otra de artillería montada. Una revista de fines de 1806 detalla su composición: 7 capitanes, 7 tenientes, 14 sargentos, 2 clarines, 21 cabos y 280 húsares.
El 3 de febrero los invasores consiguieron abrir una brecha en los muros de la ciudad. En el duro combate que siguió contra el regimiento 38° que avanzaba desde el portón de San Juan, las tropas de Mordeille se encontraron nuevamente en la vanguardia. 
En el sitio de Montevideo de 1807 participó en el Combate de Cordón o del Cardal conformando la Columna Izquierda del Batallón:  (690 hombres) al mando del sargento mayor Juan Antonio Martínez, los Tercios de Húsares del Gobierno (a su mando, con 300 hombres) formada por el Regimiento Fijo de Montevideo (270 h.), Marineros (60 h.), 1° Compañía de Cazadores Voluntarios de Montevideo (al mando del comandante Mateo Magariños) (60 h.), y la Artillería al mando del capitán Colombo con 3 cañones. Cayó mortalmente herido por una bala inglesa en el ataque a Montevideo por las tropas de Auchmuty, el 3 de febrero de 1807, en la batería San Sebastián, una de las que defendía la ciudad al igual que su segundo, Vassal. Santiago de Liniers consagró el hecho heroico en su comunicación a Napoleón Bonaparte, al darle cuenta de la Reconquista, y la Defensa de Buenos Aires, el 20 de julio de 1807. Su buque sería capturado por los británicos el día siguiente en la bahía.
El artista Charles Fouqueray (1872-1956) incluyó a Mordeille en su cuadro "La Reconquista de Buenos Aires" (1909, Museo Histórico Nacional): aparece en el extremo izquierdo con su cabeza vendada.
Una calle de Montevideo lleva su nombre.